# Athripsodes bibulus
Athripsodes bibulus är en nattsländeart som först beskrevs av Barnard 1940.  Athripsodes bibulus ingår i släktet Athripsodes och familjen långhornssländor. Inga underarter finns listade i Catalogue of Life.